# Svojšín
Svojšín – wieś oraz gmina, położona w kraju pilzneńskim, w powiecie Tachov, w Czechach.

## Atrakcje
- Zamek Svojšín
- Kościół św. Piotra i Pawła
- Fara

## Podział gminy
- Svojšín
- Holyně
- Nynkov
- Řebří